# Xenotilapia albini
Xenotilapia albini – gatunek słodkowodnej ryby z rodziny pielęgnicowatych (Cichlidae).

## Występowanie
Gatunek endemiczny jeziora Tanganika w Afryce Wschodniej.

## Cechy morfologiczne
Osiąga około 9 cm długości.